# Rich Tamble
Richard „Rich” Tamble (ur. 26 lipca 1945 w Inglewood) – amerykański zapaśnik walczący w stylu klasycznym. Olimpijczyk z Meksyku 1968, gdzie zajął siedemnaste miejsce wadze muszej.
Zawodnik El Camino College w Alondra Park i Adams State University.

## Letnie Igrzyska Olimpijskie 1968
| Konkurencja          | Rundy eliminacyjne       | Rundy eliminacyjne   | Klas. końcowa |
| Konkurencja          | Przeciwnik I             | Przeciwnik II        | Miejsce       |
| -------------------- | ------------------------ | -------------------- | ------------- |
| 52 kg styl klasyczny | Władimir Bakulin (URS) P | Metin Çıkmaz (TUR) P | 17.           |